# Tauberfranken

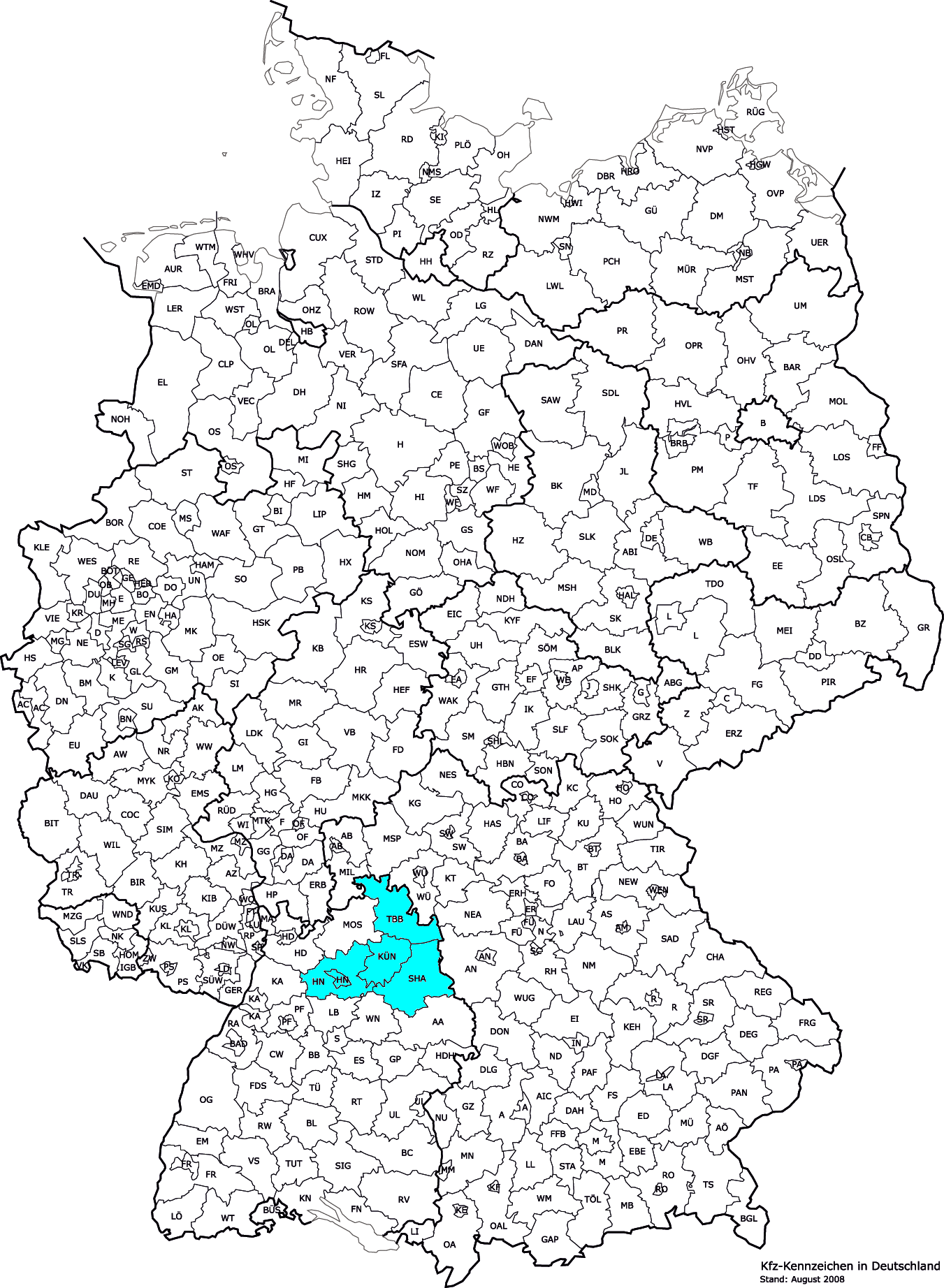
Ubicación de Tauberfranken (azul claro) en Alemania

Tauberfranken (Franconia del Tauber) es la parte de Franconia que está ubicada en el noreste de Baden-Wurtemberg, Alemania. El río Tauber da su nombre a esta región que hasta 1992 fue llamada "Franconia Badense". Es casi congruente con el distrito de Meno-Tauber. También es una región vinícola (Tauberfranken (viticultura).